# Ribera de Ebro
La Ribera de Ebro (oficialmente en catalán, Ribera d'Ebre) es una comarca española, situada en la provincia de Tarragona, Cataluña.

## Geografía

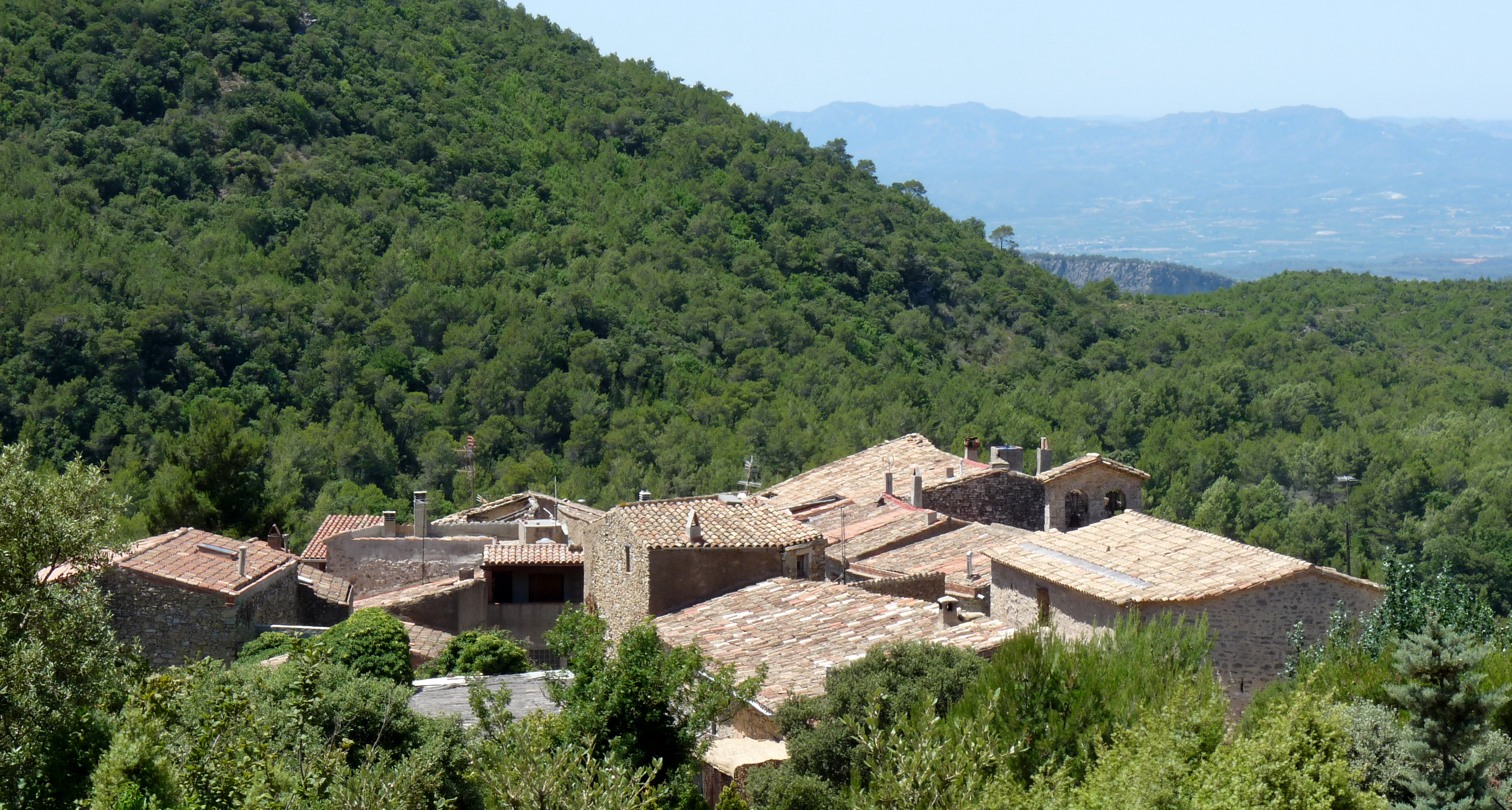
Llaberia, en el sudeste.

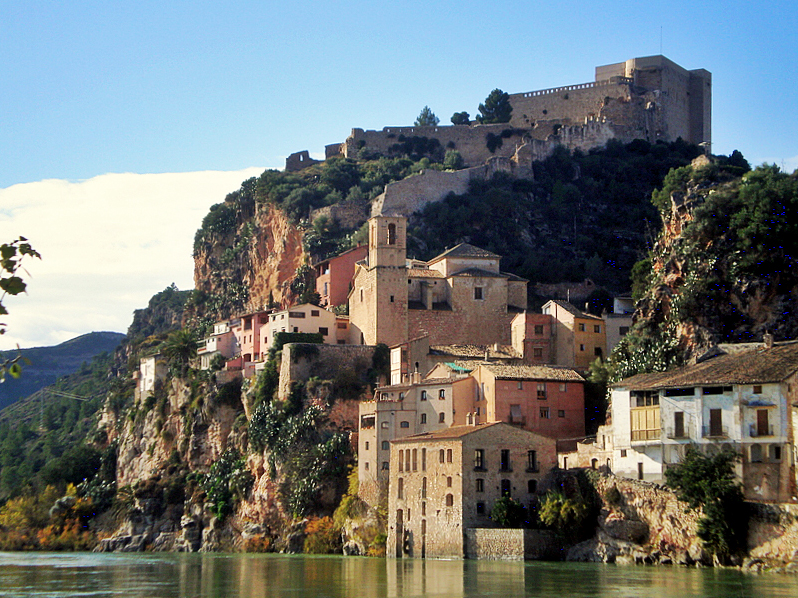
Miravet.

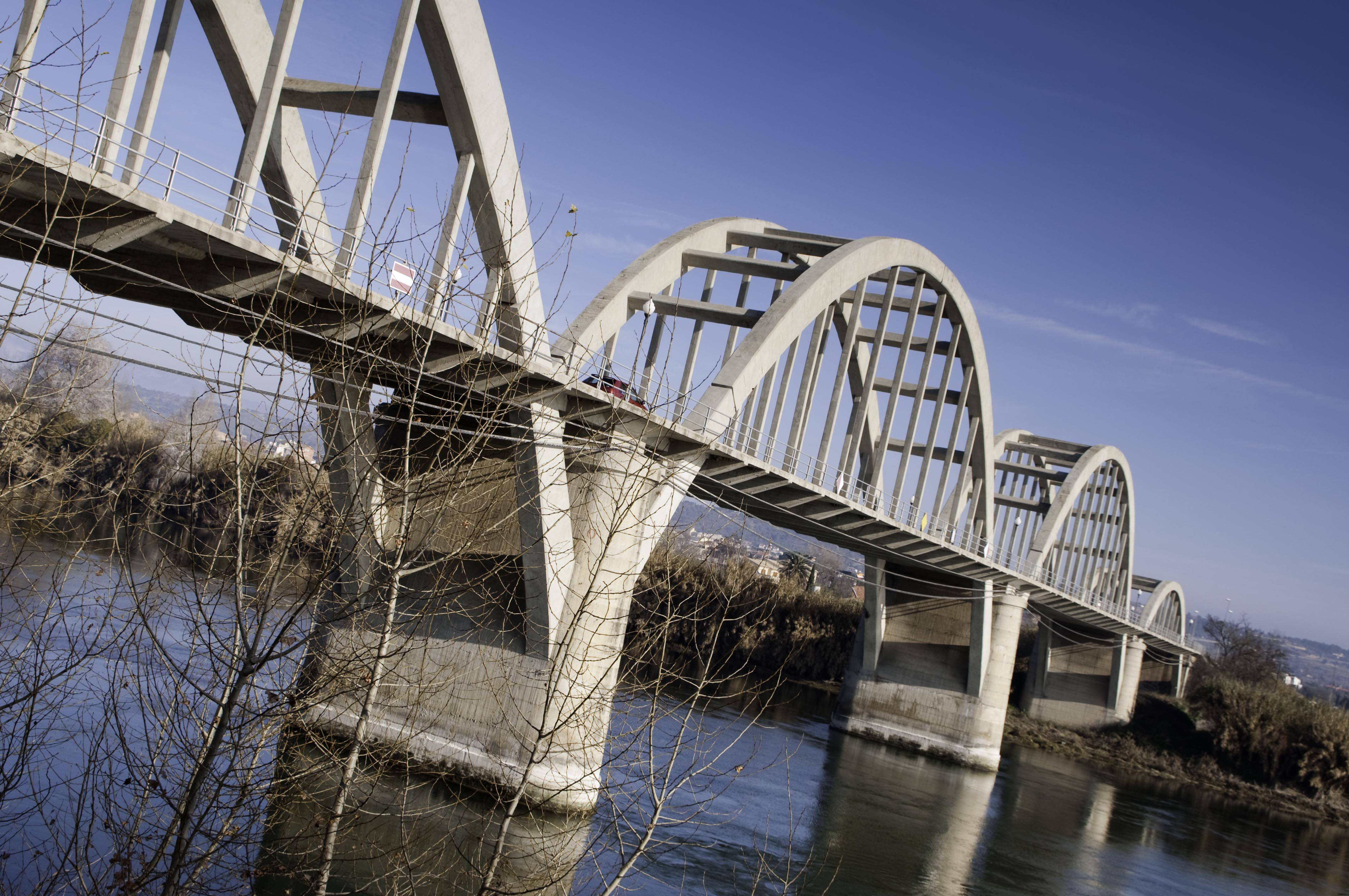
Puente de arcos sobre el río Ebro en la localidad de Mora de Ebro.

La comarca tiene forma rectangular, alargada de norte a sur, y se extiende desde la frontera con Aragón, mediado el embalse de Ribarroja, hasta un punto al sur cerca de la plana de Sant Jordi, a pocos km de Calafat, en la costa. El río Ebro recorre dos tercios de la comarca de norte a sur. En su primera mitad, desde Fayón, en Zaragoza, atraviesa la comarca formando grandes meandros sobre la plataforma oligocénica de la gran depresión central catalana, a unos 50 m de altitud (embalses de Ribaroja y Flix, localidades de Ascó y Vinebre) hasta encontrar el mesozoico de la cordillera Prelitoral, que se opone perpendicularmente. La atraviesa por el paso del Ase, de 4 km, rodeado por los picos de la Picosa, de 496 m, a un lado, y el de Sant Pau de la Figuera, de 635 m, al otro. Después del paso, al sur, se encuentra la cubeta de Mora de Ebro, donde se hallan las localidades de Mora la Nueva, Mora de Ebro y Benisanet. Está formada por sedimentos cuaternarios, a solo unos 30-35 m de altitud, y rodeada por alturas cercanas a los mil metros. En Benisanet, el río gira al oeste, hasta Miravet, entra en el desfiladero de Barrufemes y bordea por el norte la sierra de Cardó (942 m) para abandonar la comarca por el sudoeste.
El río Ebro tiene un caudal medio de 600 m³ por segundo, pero es muy variable. El lecho tiene una anchura de 100 a 300 m, y aunque en línea recta recorre menos de 40 km, con los meandros supera los 80 km. Por la derecha, recibe al río Matarraña, y por la izquierda, los ríos Cana, Siurana y Burgar.
El sur de la comarca está dominado por la montañas de Tivisa-Vandellós, que forman parte de la cordillera Prelitoral, un conjunto de sierras abruptas calcáreas que en la Ribera de Ebro culminan en la Mola de Genessies, de 711 m, en las montañas de Tivisa. Una prolongación hacia el este penetra en la sierra de Llaberia, que separa las montañas de Tivisa de las de Prades. Esta sierra está formada por escarpes calcáreos muy regulares con una elevación máxima de 918 m. Es la zona más húmeda de la comarca y contiene el espacio natural protegido de la sierra de Llaberia, que se extiende por las comarcas de El Priorato y el Bajo Campo. La única población del lugar es Llabería, que pertenece a Tivisa.
La vegetación de la comarca va desde la garriga de carrasca de la frontera con Lérida y Aragón, hasta el encinar salpicado de especies caducas de las montañas de Tivisa, aunque ha sido sustituido en parte, debido a los incendios, por el pino carrasco y los coscojales de romero y brezo.

### Clima

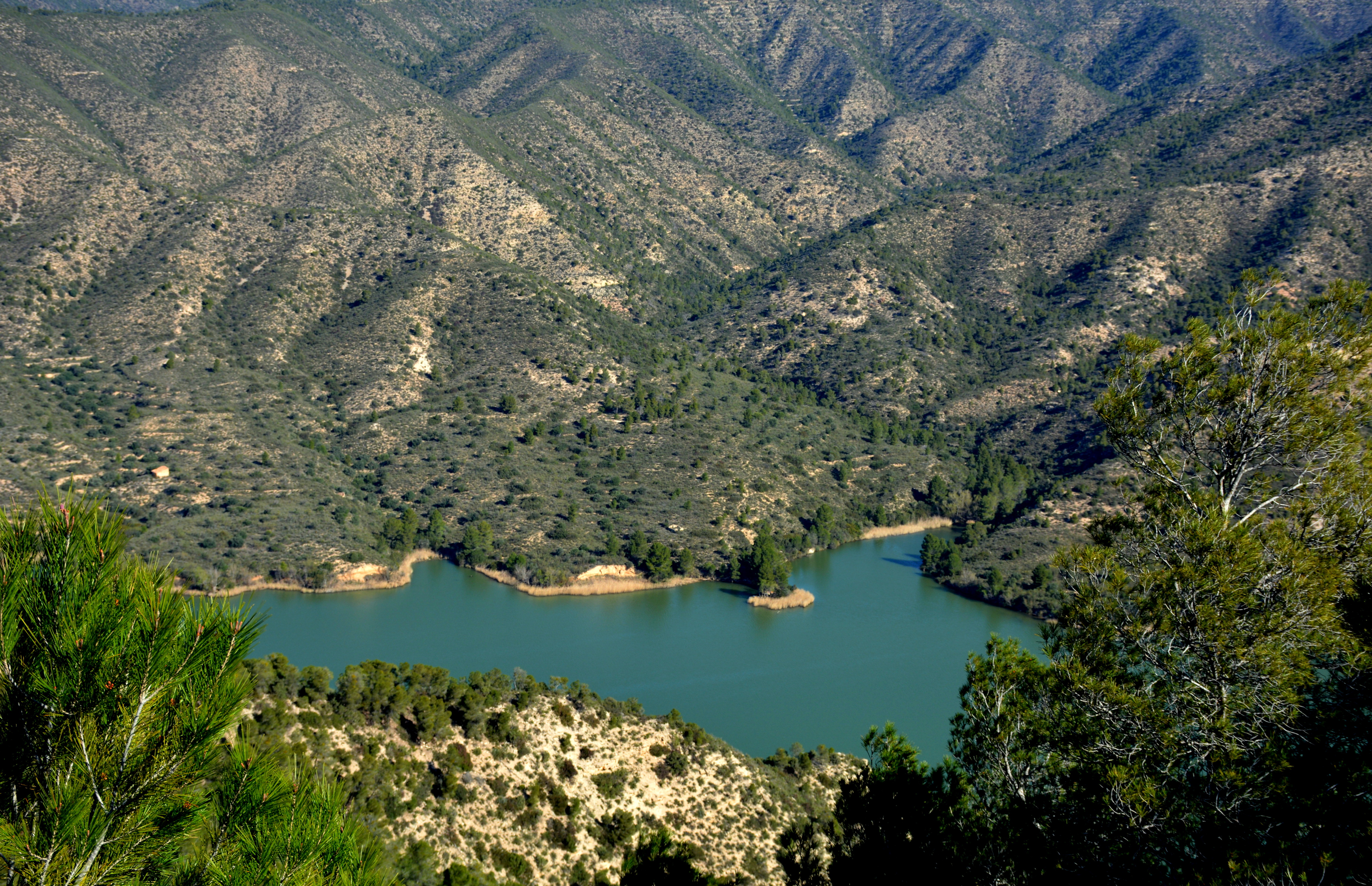
Embalse de Ribarroja.

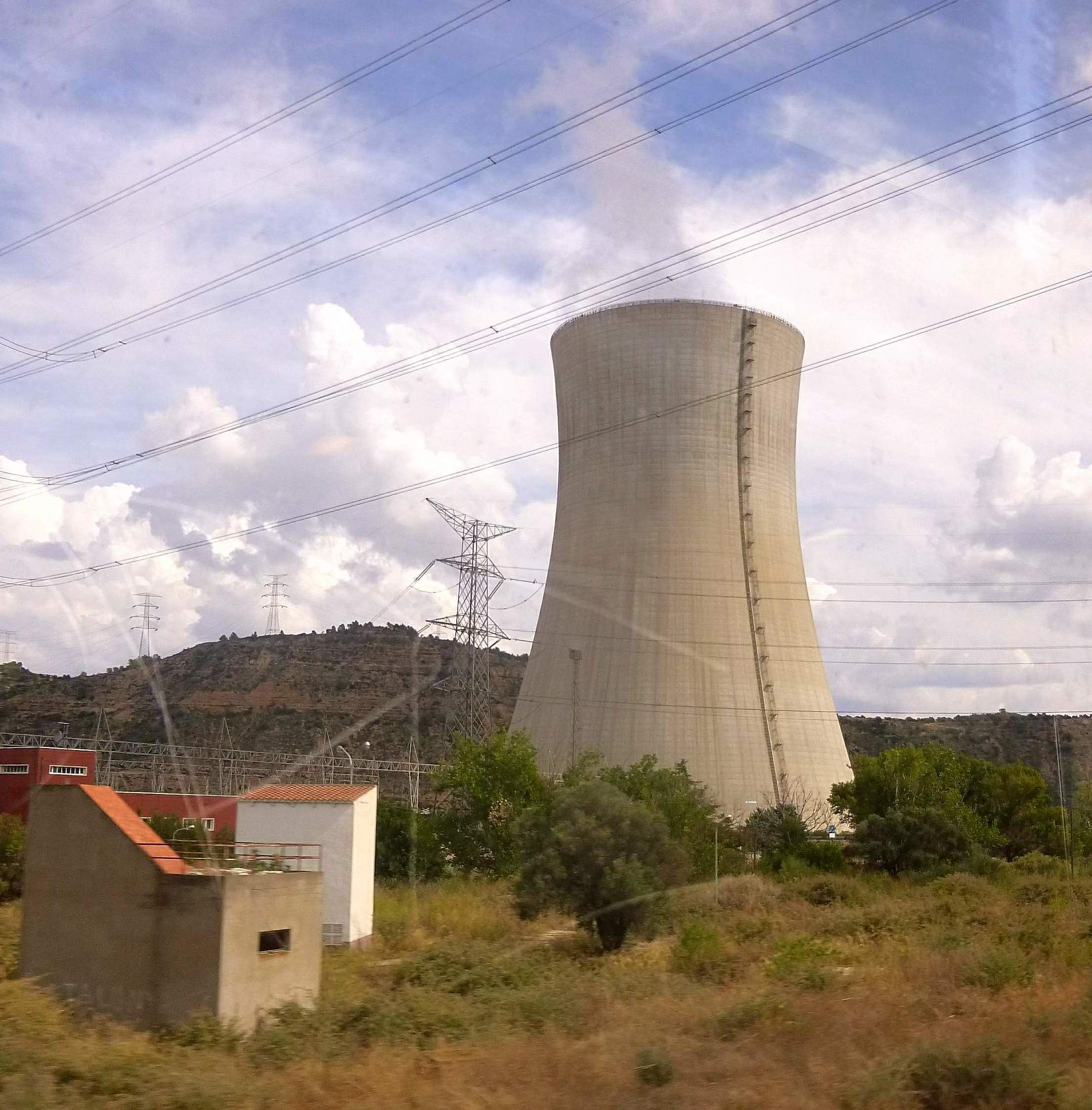
Torre de la central nuclear de Ascó.

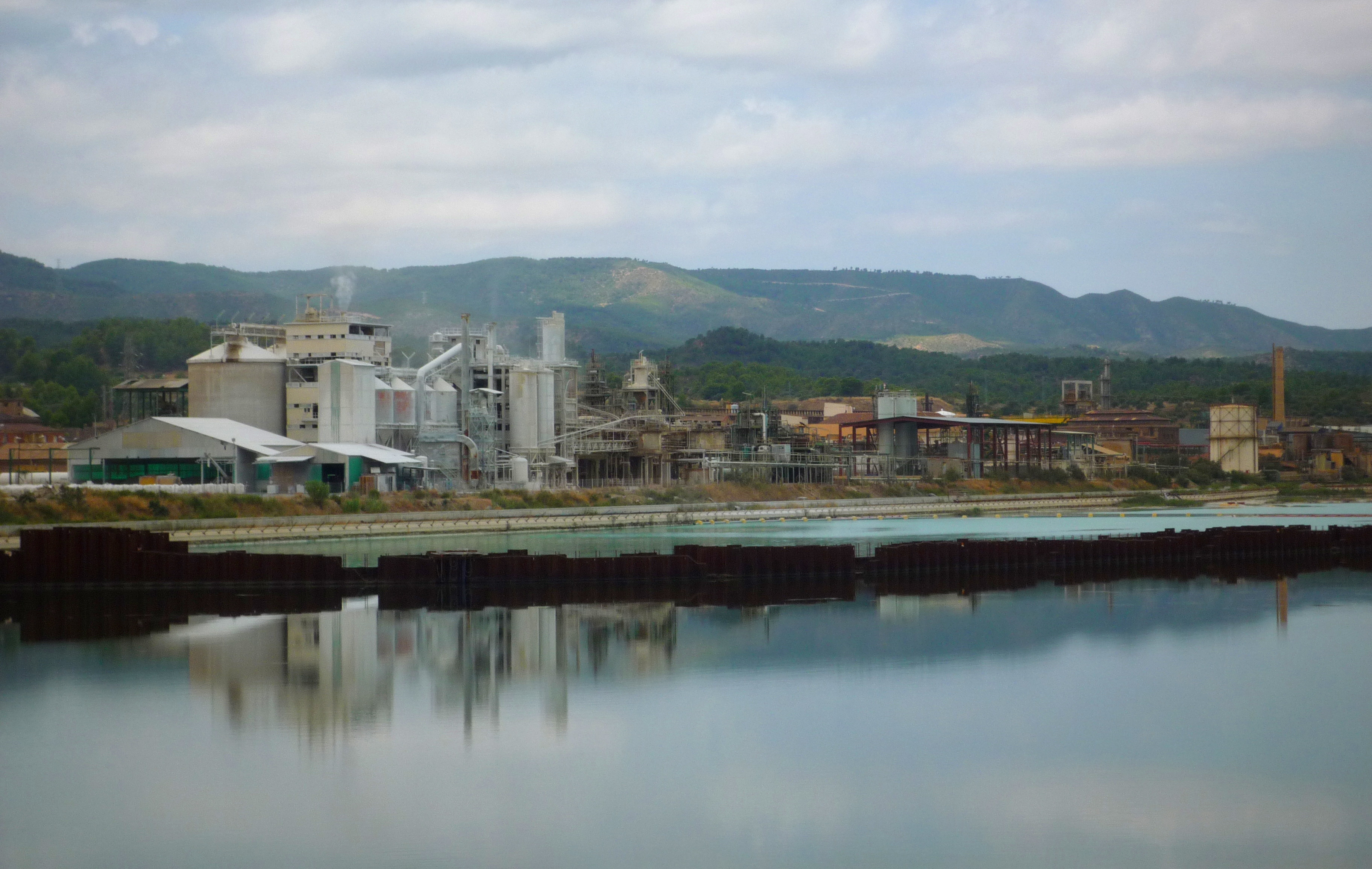
Embalse de Flix y obras de descontaminación de Ercros.

La comarca se encuentra en el ámbito del clima mediterráneo estepario, con tres subtipos principales: mediterráneo de tendencia continental, mediterráneo marítimo subárido de tierra baja y mediterráneo de montaña baja marítima. La temperatura media anual en Flix es de 16,1.oC, con una media en julio y agosto que roza los 25.oC, con máximas de 31.oC y mínimas de 19.oC. En enero, las mínimas rozan los 8 grados (4 grados en Ascó) y las máximas los 12 grados (8 grados en Ascó). Las lluvias en Flix se sitúan entre los 400 y los 450 mm, con una máxima en septiembre cercana a los 60 mm y una mínima en julio de 14 mm. Las lluvias aumentan hacia la costa y sobre todo cerca de las montañas; en Tivissa (300 m de altitud), al oeste de la reserva natural Llaberia, caen cerca de 600 mm, aunque, como en toda la comarca, el verano es seco y las lluvias muy irregulares.

## Economía
La Ribera de Ebro tiene la renta per cápita más alta de Cataluña. Con un PIB en 2016 de 976 millones de euros y una población de unas 21 714 personas en 2018, el PIB por habitante es de 44 400 euros, contra una media en Cataluña de 33 100 euros. Sin embargo, la mayor parte de la riqueza es generada por la industria (extractiva, energía, con dos centrales hidroeléctricas y una nuclear, agua y residuos, 535 millones, a los que se añaden alimentación, textil, madera, artes gráficas, química y caucho, unos 38 millones, y metalurgia, maquinaria, material eléctrico y de transporte, unos 7 millones), y la renta familiar disponible bruta (una vez restados del PIB los beneficios no distribuidos por las empresas, el IRPF, el impuesto sobre sociedades y las cotizaciones sociales) se queda en el 88,8 por ciento de la media de Cataluña, unos 15 100 euros, sobre una media de 17 000 euros.
La agricultura, con ser muy significativa, solo aportaba 28,4 millones de euros en 2016, la construcción 20 millones y los servicios (comercio, transporte, hostelería, finanzas, inmobiliarias y administración) 267,7 millones. En 2006 había 2364 explotaciones agrarias, de las que 158 eran con ganado (solo 117 vacas contra casi 70 000 cerdos y 858 000 aves en granjas). En las 18 507 hectáreas labradas se cultivan frutales (6671 ha), olivos (9657 ha), viñas (1128 ha), herbáceas (880 ha) y otros (171 ha) en 2206 explotaciones. El regadío se utiliza solo en los frutales.
En 2018 había 14 hoteles con 402 plazas, y 2 cámpines con 333 plazas. También había un total de 19 814 vehículos, de los que 12 484 eran automóviles y 4205 vehículos industriales. El sector comercial se localiza sobre todo en Mora de Ebro, Mora la Nueva y Flix.

### Industria
La industria tiene un papel fundamental en la comarca. Está centrada en el sector eléctrico, con las centrales hidroeléctricas del embalse de Ribarroja (263 MW) y el embalse de Flix (40 MW), que tiene un grave problema de contaminación provocado por la fábrica Ercros donde se producía cloro, hipoclorito sódico, fosfato cálcico, etc, antes de su cierre en 2017. La central nuclear de Ascó tiene dos reactores de algo más de 1000 MW cada uno.
Las otras dos industrias importantes de la comarca son la química de Flix de Ercros, que cerró su planta de fabricación de cloro con tecnología de mercurio en 2017 y actualmente produce fosfato dicálcico, producto que se utiliza en la fabricación de piensos para la alimentación animal, y la fábrica de colorantes orgánicos sintéticos Manuel Vilaseca, en el polígono industrial de Móra la Nova. 
Otros productos están relacionados con la piel, la madera, el metal, la alimentación, etc. Hay polígonos en Ascó, Flix, Mora de Ebro y Mora la Nueva. 

## Municipios
| Municipio                                  | Población | Municipio                    | Población |
| ------------------------------------------ | --------- | ---------------------------- | --------- |
| Ascó                                       | 1601      | Benisanet (Benissanet)       | 1169      |
| Flix                                       | 4029      | García                       | 498       |
| Ginestar                                   | 950       | Miravet                      | 799       |
| Mora de Ebro (Móra d'Ebre)                 | 5012      | Mora la Nueva (Móra la Nova) | 3214      |
| La Palma de Ebro (La Palma d'Ebre)         | 403       | Rasquera                     | 898       |
| Ribarroja de Ebro (Riba-Roja d'Ebre)       | 1357      | Tivisa (Tivissa)             | 1789      |
| Torre del Español (La Torre de l’Espanyol) | 740       | Vinebre                      | 466       |